# Khwawa
Khwawa is een dorp in het district Kgalagadi in Botswana. De plaats telt 817 inwoners (2011).